# كانتون بيدرو مونكايو
كانتون بيدرو مونكايو (بالإنجليزية: Pedro Moncayo Canton)‏  هو كانتون في الإكوادور، يتبع مقاطعة بيتشينتشا، عاصمته Tabacundo ‏.